# Sel vert de Magnus
Le sel vert de Magnus est un composé chimique de formule [Pt(NH3)4][PtCl4]. Il s'agit d'un sel formé d'un cation tétraammineplatine(II) [Pt(NH3)4]2+, une ammine homoleptique de platine(II), et d'un anion tétrachloroplatinate(II) [PtCl4]2−. Ces deux ions ont, comme de nombreux complexes de platine(II), une géométrie plane carrée et forment des chaînes dans lesquelles ils alternent en conformation décalée, les atomes de platine étant séparés de 325 pm :

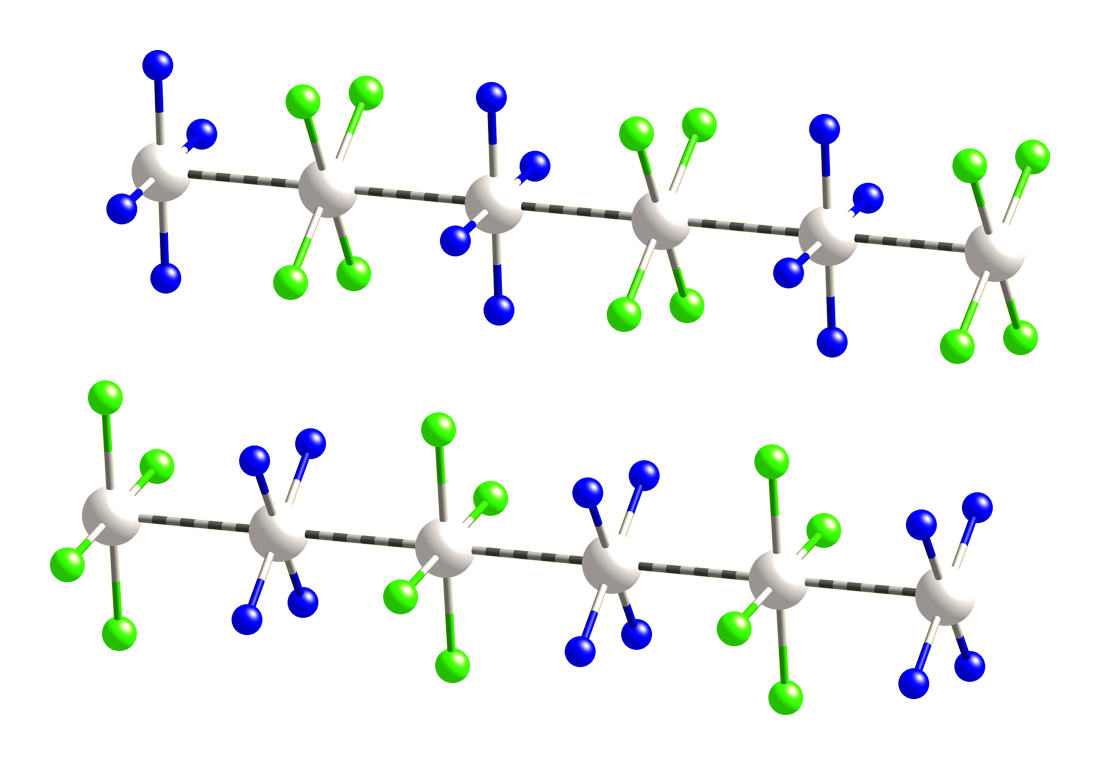
Structure cristalline du sel vert de Magnus[3] (platine en gris, chlore en vert, azote en bleu).

Comme son nom l'indique, ce solide est de couleur vert foncé, ce qui est inhabituel pour les composés du platine. Il doit son nom à sa découverte dans les années 1830 par le chimiste prussien Heinrich Gustav Magnus. Il a des propriétés semiconductrices. On peut l'obtenir en faisant réagir directement des solutions contenant les ions qui le constituent, ce qui donne un précipité vert foncé :
[Pt(NH3)4]2+ + [PtCl4]2− ⟶ [Pt(NH3)4][PtCl4]↓.
Dans certains conditions, cette réaction donne un polymorphe rose, connu sous le nom de « sel rose de Magnus », dans lequel les ions plans de platine ne sont pas empilés. Il est possible d'obtenir un analogue soluble dans l'eau du sel vert de Magnus en remplaçant les ligands ammoniac NH3 par des ligands aminoalcane linéaires ou ramifiés, comme l'éthylhexylamine CH3CH2CH2CH2CH(CH2CH3)CH2NH2, qui donne un solide violet,.